# أنور حكيم
أنور حكيم (1947 – 28 أبريل 2025) كان إعلاميًا وفنانًا مغربيًا بارزًا، اشتهر بتقديم مجموعة من البرامج الإذاعية المميزة التي تركت بصمة في تاريخ الإذاعة الوطنية المغربية. عُرف حكيم بأسلوبه الأنيق وثقافته الموسيقية الواسعة، مما جعله واحدًا من أبرز الوجوه الإعلامية في المغرب.

## مسيرته الإعلامية
بدأ أنور حكيم مسيرته الإذاعية عام 1977 عبر إذاعة الدار البيضاء، حيث قدم أولى فقراته التي لفتت الأنظار بأسلوبه المميز. اشتهر بتقديم برامج مثل "روائع النغم"، "موسيقى الشعوب"، "أضواء المدينة"، "موعد"، "رحلة مع النغم"، و"قطوف دانية". تميزت هذه البرامج بتنوعها الموسيقي، حيث كان حكيم يقدم مقطوعات من مختلف الثقافات والأنماط الموسيقية، مما ساهم في تعريف الجمهور المغربي بموسيقى الشعوب.
بعد تقاعده من الإذاعة الوطنية، واصل حكيم مسيرته في إذاعة "شذى"، حيث قدم برامج مثل "شدى الفجر"، "أمسيات شذى"، و"نوستالجيا". استمر في جذب المستمعين بأسلوبه الراقي واختياراته الموسيقية التي جمعت بين الأصالة والحداثة.
إلى جانب عمله الإذاعي، كان أنور حكيم فنانًا موهوبًا. أصدر عددًا من الألبومات والأغاني الفردية التي عكست ذوقه الفني الرفيع. تتضمن أعماله تسجيلات موسيقية متنوعة، حيث كان يجمع بين الألحان التقليدية المغربية والموسيقى العالمية. أصدر حكيم ألبومًا واحدًا وأربع أغنيات فردية، بالإضافة إلى تسجيلات صوتية أخرى.

## وفاته
توفي أنور حكيم يوم الإثنين 28 أبريل 2025 في إحدى المصحات الخاصة بمدينة الدار البيضاء، عن عمر يناهز 78 عامًا ، بعد صراع مع المرض. نعاه العديد من الفنانين والإعلاميين، من بينهم الفنان البشير عبدو، الذي وصفه بـ"الفنان الأصيل والإعلامي المتميز والرجل الطيب".